# Рассказань (село)
Рассказань — село в Балашовском районе Саратовской области России. Входит в состав Лесновского муниципального образования. Основано в 1671 году.
Малая родина Героя Советского Союза В. П. Антонова.

## География
Село находится в западной части Саратовского Правобережья, в пределах Окско-Донской равнины, в степной зоне, на левом берегу реки Хопёр, на расстоянии примерно 31 километра (по прямой) к западу от города Балашова. Абсолютная высота — 107 метров над уровнем моря.
Климат
Климат характеризуется как умеренно континентальный с холодной малоснежной зимой и сухим жарким летом. Среднегодовая температура воздуха — 4,3 — 4,7 °C. Средняя многолетняя температура самого холодного месяца (января) составляет −11,1 °С (абсолютный минимум — −39 °С), температура самого тёплого (июля) — 20,7 °С (абсолютный максимум — 39 °С). Средняя продолжительность безморозного периода 145—155 дней. Среднегодовое количество атмосферных осадков — 476 мм, из которых 200—300 мм выпадает в период с апреля по октябрь. Снежный покров держится в среднем 130—135 дней в году.
Часовой пояс
Село Рассказань, как и вся Саратовская область, находится в часовой зоне МСК+1. Смещение применяемого времени относительно UTC составляет +4:00.

### История
До 1928 года являлось центром Разсказанской волости Балашовского уезда Саратовской губернии.
Легенда основания села Рассказань:Продолжает тему народных преданий и легенд Балашовского Прихоперья. Сегодня Вы узнаете о легенде, которая связана с историей возникновения названия села Рассказань Балашовского уезда.
"В описание исторического развития села Дурникина в период до 1867 года входят сведения о горе "Богатырке", предание о которой, как о разбойничьем притоне, свежо и до ныне сохранилось в народе. Таким образом, надо полагать, что дурникинцы захватили собою существование шайки Кудеяра в пределах Балашовского уезда и что возникновение села Дурникина, именно совершилось в период разбойничьих времен. По словам старожилов, разбойники свободно ходили по селу; ни кого не трогали и не грабили, но жители их боялись и из страха любезно принимали и угощали. Звали их "бирюками". Притон разбойников находился, главным образом, на Богатырке, которая отстоит от села Дурникина в трех верстах. На самой горе был устроен земляной вал, служивший двором для жилища разбойников, а на высоких дубах, которыми сплошь была покрыта гора и вся окрестность, устроена была кровать (так говорит предание), с которой сторожевой разбойник наблюдал за проезжими по большой Новохоперской дороге, пролегавшей в 20 верстах от разбойничьего притона. Как только сторожевой разбойник замечал едущих путников, то подавал сигнал разгуливающимся по лесу или пирующим на долине "Рассказовой" разбойникам. (На этой долине разбойники так - же пасли свой скот и здесь условно собирались с набегов рассказывать друг другу о своих подвигах, - отчего и долина прозвана ими "Рассказовой". Ныне здесь стоит село Рассказань)."
(Взято из книги "История села Дурникино, Балашовского уезда, Саратовской Губернии", 1900 год. Книгу составил по церковным летописям Ф.Н. Свиридов
По другой версии:В своей работе "Крестьянские судьбы" В.В. Смотров предложил версию о названии села Рассказань. В данной работе он говорит, что во время восстания под предводительством Пугачева восставшие крестьяне остановились на привал говоря: "Ещё раз и мы в Казани". Данная версия интересна, ведь в списках героев 1 Мировой войны, уроженцев Рассказанской волости село называется Разсказань Балашовского уезда Саратовской губернии. В документах за 1914 г. село называется Разказань.
По воспоминаниям матери Комардиной Аллы Степановны, первые переселенцы прибыли на это место ещё во времена Ивана Грозного из  Новгорода. Алле Степеновне уже  за 80, проживает в г. Пятигорске, но хорошо помнит рассказ матери.

## Население
| 2002 | 2010 |
| ---- | ---- |
| 386  | ↘273 |

Половой состав
По данным Всероссийской переписи населения 2010 года в половой структуре населения мужчины составляли 45,4 %, женщины — соответственно 54,6 %.
Национальный состав
Согласно результатам переписи 2002 года, в национальной структуре населения русские составляли 100 % из 386 чел.

## Известные уроженцы, жители
В селе родились:
- Антонов, Василий Петрович (1917—1988) — Герой Советского Союза (1943).
- Правоторов, Николай Иванович (1903—1976) — председатель Ярославского и Воронежского облисполкомов.
- Смотров Иван Андреевич[бел.] (1918—1975) — участник Великой Отечественной войны, командир партизанской бригады «Советская Беларусь»[бел.].